# Spalangia bakeri
Spalangia bakeri är en stekelart som beskrevs av Jean-Jacques Kieffer 1909. Spalangia bakeri ingår i släktet Spalangia och familjen puppglanssteklar.
Artens utbredningsområde är Frankrike. Inga underarter finns listade i Catalogue of Life.